# Сулайманов, Алтынбек Турдубаевич
Алтынбек Турдубаевич Сулайманов (род. 24 сентября 1972 года, в селе Шанкол, Ошская область, Киргизская ССР) — политический деятель Кыргызстана, депутат Жогорку Кенеша Кыргызской Республики (кирг. Жогорку Кеңеш, Верховный совет) IV, V, VI и VII созывов. Полномочный представитель Президента (губернатор) в Иссык-Кульской области. 

## Биография
Сулайманов Алтынбек Турдубаевич родился 24 сентября 1972 года в селе Шанкол, Ноокатского района Ошской области, Киргизской ССР.

### Образование
- 1997 — 2003 гг. — Киргизский национальный университет имени Жусупа Баласагына, юридический факультет специальность юриспруденция.
- 2006 — 2009 гг. — Ошский Технологический факультет им. М.Адышева факультет экономический, специальность Финансы и кредит.
- 2017—2018 гг. — Дипломатическая академия при министерстве иностранных дел Кыргызской Республики, специальность Международные отношения.

### Трудовая деятельность
- 1992 — 1997 гг. — работник колхоза «Шанкол» Ноокатского района Ошской области.
- 1997 — 1999 гг. — инспектор филиала «Монолит-Ош».
- 1999 — 2001 гг. — заместитель директора корпорации «Алтын Темир», главный инспектор представительства ГП «Темир» по Ошской области.
- 2001 — 2007 гг. — директор представительства ГП «Темир» по Баткенской области.
- 2007 — 2010 гг. — депутат Жогорку Кенеша Кыргызской Республики IV созыва, заместитель председателя Комитета Жогорку Кенеша по бюджету и финансам.
- В ноябре 2010 года по списку политической партии «Республика» избран депутатом Жогорку Кенеша Кыргызской Республики V созыва.[11][12]
- 2010 — 2012 гг. — председатель Комитета Жогорку Кенеша по экономической и фискальной политике. Член Комитета Жогорку Кенеша по социальной политике.
- В 2015 году избран депутатом Жогорку Кенеша Кыргызской Республики VI созыва[13].[14] Лидер парламентской фракции «Бир Бол».[15][16][17]
- В 2021 году избран депутатом Жогорку Кенеша Кыргызской Республики VII созыва. Лидер парламентской фракции "Альянс".
- 2022 год Полномочный представитель Президента (губернатор) в Иссык-Кульской области.

### Награды
- 2009 г. — Почётная грамота Кыргызской Республики
- 2010 г. — Почётная грамота Межпарламентской Ассамблеи государств-участников СНГ
- 2010 г. — Почётная грамота Жогорку Кенеша Кыргызской Республики
- 2013 г.  — Присвоен классный чин "Государственный советник государственной гражданской службы III класса"
- 2017 г. — Орден «Достук» (20 ноября 2017 года) — за существенный вклад в социально-экономическое развитие Кыргызской Республики и проведение экономических, социальных реформ, а также высокие достижения в профессиональной деятельности[18]
- 2017 г. — Медаль «МПА СНГ. 25 лет» (27 марта 2017 года, Межпарламентская ассамблея СНГ) — за заслуги в деле развития и укрепления парламентаризма, за вклад в развитие и совершенствование правовых основ функционирования Содружества Независимых Государств, укрепление международных связей и межпарламентского сотрудничества[19]
- 2019 г. — Орден «Содружество» (18 апреля 2019 года, Межпарламентская ассамблея СНГ) — за активное участие в деятельности Межпарламентской Ассамблеи и её органов, вклад в укрепление дружбы между народами государств — участников Содружества Независимых Государств[20]
- 2020 г.  — Присвоен классный чин "Государственный советник государственной гражданской службы II класса"

### Личная жизнь
Женат, отец 7 детей.